# Katedra geografie Univerzity Jana Evangelisty Purkyně v Ústí nad Labem
Katedra geografie Univerzity Jana Evangelisty Purkyně v Ústí nad Labem je akademické pracoviště a součást Přírodovědecké fakulty Univerzity Jana Evangelisty Purkyně v Ústí nad Labem. Vedoucím katedry je Mgr. Vladan Hruška, Ph.D.

## Historie

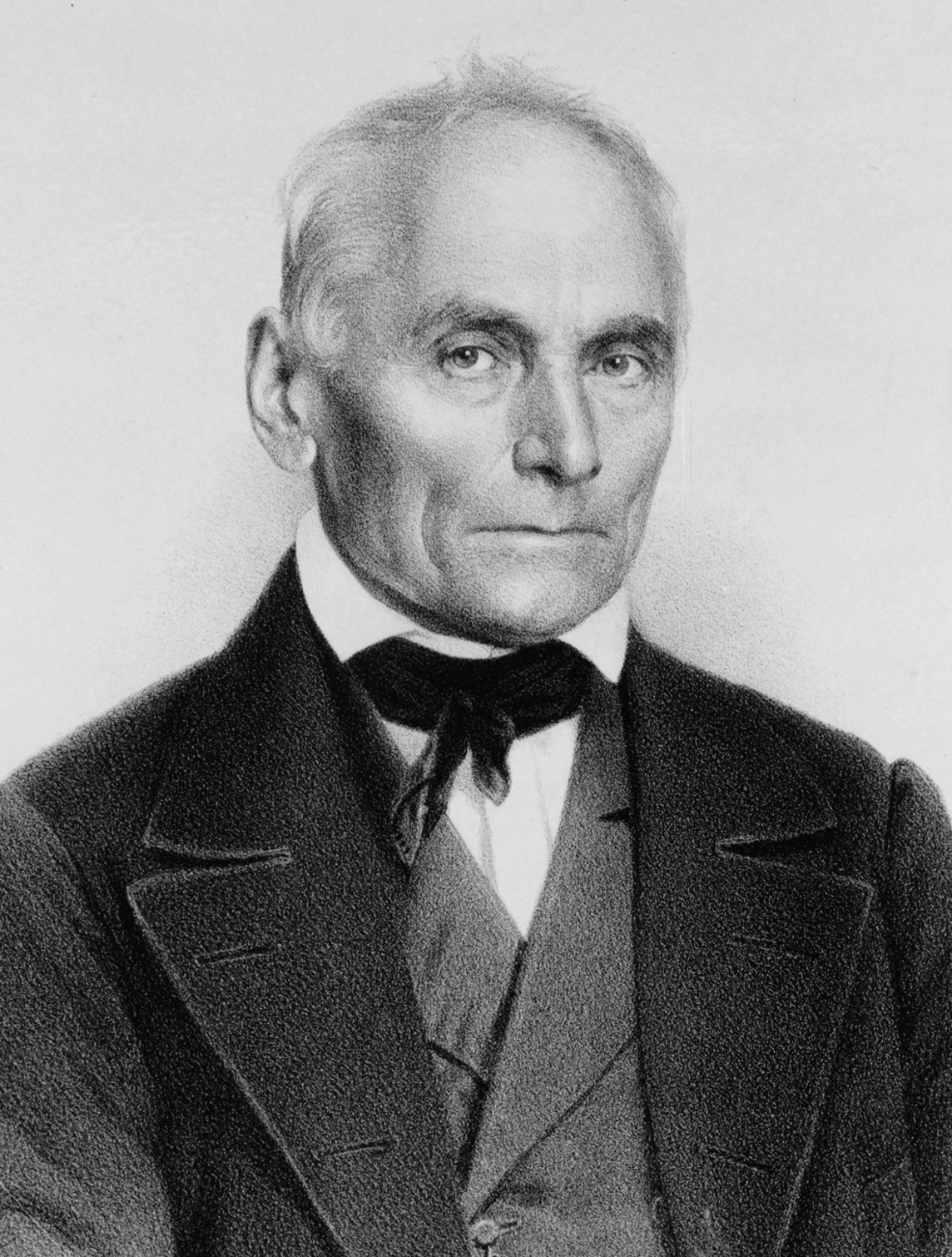
Jan Evangelista Purkyně byl významný český přírodovědec, jeho jméno nese Univerzita Jana Evangelisty Purkyně

Geografické pracoviště bylo nejprve součástí katedry společenských věd a jeho rozvoj je spjat s činností Doc. PhDr. Leopolda Joury. Teprve v roce 1961 vzniklo oborově „úžeji“ zaměřené pracoviště katedry zeměpisu-dějepisu-přírodopisu a prací na pozemku, z nějž se brzy vyčlenila katedra zeměpisu a dějepisu a následně samostatná katedra geografie. Ta, s výjimkou krátkého období v 80. letech minulého století, existuje dodnes.
Její činnost lze rozdělit do dvou vzájemně provázaných okruhů. Tím prvním byla a nadále zůstává příprava učitelů zeměpisu pro základní a střední školy. Již v prvním roce existence Vyšší pedagogické školy, kdy do prvního ročníku nastoupilo 50 posluchačů, bylo zahájeno geografické vzdělávání v aprobacích zeměpis-dějepis a zeměpis-matematika. S dalším rozvojem
instituce, k němuž náležel i zvyšující se počet studentů a pedagogů byly nabízeny další aprobace spojující zeměpis například s ruským jazykem, anglickým jazykem, tělesnou výchovou, společenskými vědami, aj.
Růst fakulty a nová společensko-politická situace po roce 1989 pak umožnila vznik Univerzity Jana Evangelisty Purkyně, pojmenované po významném přírodovědci, rodákovi z Libochovic – Janu Evangelistovi Purkyně. Vznik univerzity v regionu umožnil rozsáhlejší diferenciaci vědecko-výzkumných zaměření i výuky a tato oborová rozmanitost byla zpravidla řešena vznikem zcela nových součástí (ústavů a následně fakult) nebo - v případě Pedagogické fakulty - její transformací ve více samostatných pracovišť.
Tímto způsobem vznikly v roce 2005 nejprve Ústav přírodních věd a Ústav humanitních studií, následně transformované v Přírodovědeckou fakultu a Filosofickou fakultu. Nutno také uvést, že právě někteří pracovníci katedry geografie se na transformaci těchto univerzitních součástí významně podíleli. Pevnou součástí Přírodovědecké fakulty je od jejího vzniku katedra geografie, která poprvé ve své historii nabídla zájemcům kromě klasického magisterského učitelství taktéž dvouoborová bakalářská studia, vzdělávání v bakalářském odborném studijním programu Geografie střední Evropy, dále studijní program Geografie a v současnosti jsou schválena také navazující odborná magisterská studia se specializací na geografii cestovního ruchu a na krajiny a geografické informační systémy (GIS).

### Etapy vývoje
Téměř šedesátiletá činnost ústecké katedry geografie byla ovlivněna osobnostmi, které přímo či nepřímo ovlivňovaly její odborné zaměření, zaštiťovaly personální obsazení, či výrazně přispívaly k myšlenkovému směru pracoviště. Mezi šest osobností, které výraznou měrou ovlivnily podobu katedry patří:
- Leopold Joura (3. července 1907 – 13. prosince 1962)
  - Vystudoval na Univerzitě Karlově a disertaci o absolutní depresi v Africe obhájil v roce 1932. Učil zejména na obchodních akademiích, což ho nasměrovalo k problematice geografie průmyslu a také cestovního ruchu, jímž se zabýval jako jeden z prvních českých geografů. Od roku 1945 přednášel na Vysoké škole obchodní, 1949 absolvoval delší pobyt na vysokých školách ve Skandinávii (zejm. v Oslu) a ve Švýcarsku). Na Univerzitě Karlově přednášel až od 1951, nikoli ovšem geografii, ale albánštinu a albánské dějiny. Od března 1954 působil jako docent na katedře společenských věd Vyšší pedagogické školy v Ústí nad Labem, kde založil dosud trvající tradici výuky zeměpisu.
- Miroslav Špůr (4. dubna 1924 – 14. prosince 1983)
  - Vystudoval reálné gymnázium v Rakovníku a gymnázium v Kroměříži, kde v roce 1943 maturoval[1]. Studia na filozofické fakultě Karlovy univerzity ukončil v roce 1950 státní zkouškou z dějepisu - zeměpisu. Po skončení studií byl umístěn do Bíliny, kde začal učit na ZŠ v Kostomlatech u Bíliny, potom na gymnáziu v Bílině a od roku 1954 působil jako odborný asistent na vysoké škole v Ústí nad Labem, kde patřil k prvním učitelům, pomáhajícím se zakládáním vysokoškolského studia v Ústí n. L. a od roku 1959 byl vedoucím katedry zeměpisu.[2] V únoru 1973 získal akademický titul RNDr. a dosáhl vědecké hodnosti kandidát geografických věd. V roce 1970 byl odvolán z vedení katedry zeměpisu (1959-1970), neboť hlasoval proti vyloučení kolegy Vladimíra Majera z politických důvodů z Pedagogické fakulty.
- Sáva Suchevič (27. listopadu 1920 – 22. února 2007)
  - Odborník na úseku památkové péče a regionální historie se podílel na záchraně některých objektu na území bývalého Severočeského kraje. Rovněž tak má podíl na objevení základu kláštera v Teplicích. Rozsáhlá je jeho publikační činnost, opřená o jeho encyklopedické znalosti kulturních památek a historie severozápadu Čech. Zasloužil se i o zkoumání problematiky zaniklých sídel.
- Václav Král (17. října 1924 – 11. července 2005)
  - Vystudoval akademické gymnázium v Praze (maturita 1943, poté byl totálně nasazen) a geografii na Přírodovědecké fakultě Univerzity Karlovy (PhDr. 1949), na které už zůstal jako asistent. V roce 1965 získal titul CSc., 1967 se habilitoval, 1979 byl jmenován profesorem. 1972-86 vedl katedru kartografie a fyzické geografie PřF UK. Metodicky jej značně ovlivnil odborný pobyt v Bonnu (mj. u C. Trolla) na konci 60. let. Dlouhá léta se aktivně účastnil práce České geografické společnosti, jejímž byl v letech 1984-90 předsedou,[3] byl též vedoucím redaktorem jejího Sborníku (1975-89) a AUC-Geographica (1974-89).
- Ladislav Skokan (4. července 1933 – 6. března 2017)
  - Narodil se 4. července 1933 v Moravských Budějovicích (okres Třebíč). Po druhém semestru Hospodářské fakulty Vysoké školy politických a hospodářských věd v Praze byl poslán (1952) Ministerstvem školství ČSR na studium do bývalého SSSR. V prvním ročníku studoval na Geografické fakultě univerzity v Kazani, ve druhém v Saratově, od třetího ročníku v Moskvě. Absolvoval (1957) Geografickou fakultu Lomonosovovy univerzity (obor ekonomická geografie). V letech 1957-90 pracoval na Vysoké škole ekonomické v Praze: jako asistent profesora Miroslava Blažka (1957-60), odborný asistent (1960-74) a docent (od 1974) – na katedře hospodářské geografie (1957-64 a 1968-86; 1968-86 vedoucí katedry), na katedře ekonomiky oblastí (1964-68) a na katedře světové ekonomiky (1986-90; vedoucí sekce ekonomické geografie). V roce 1990 byl přijat na základě konkurzu na katedru geografie Pedagogické fakulty Univerzity J. E. Purkyně v Ústí nad Labem (v letech 1991–1999 vedoucí katedry). Absolvoval externí aspiranturu a obhájil kandidátskou práci na Vysoké škole ekonomické (obor: teorie řízení a plánování, téma: »Hodnocení přírodních podmínek územní dělby práce«, 1972); habilitoval se na Přírodovědecké fakultě Univerzity Karlovy (téma: »Ekonomická geografie SSSR«, 1973) a byl jmenován docentem pro obor ekonomická geografie (1974). Složil rigorózní zkoušky z oboru ekonomická a regionální geografie a získal titul RNDr. na Univerzitě Karlově (1984).
- Jiří Anděl (* 30. ledna 1950)
  - V roce 1975 vystudoval Přírodovědeckou fakultu Univerzity Karlovy v Praze, kde později získal titul RNDr. (1979) a CSc. (1987), v roce 1999 se habilitoval. Nejprve působil ve výzkumných ústavech - Ústavu pro filosofii a sociologii Československé akademie věd v Praze (1977-79) a Výzkumném ústavu výstavby a architektury Praha, pracoviště životního prostředí v Ústí n. L. (1980-93). Od roku 1993 přednáší na Univerzitě J. E. Purkyně v Ústí nad Labem, na Pedagogické a od 2005 na Přírodovědecké fakultě regionální a kulturní geografii. Od roku 1999 byl několik let vedoucím katedry geografie. Pod jeho vedením se katedra transformovala z původně převážně didaktického zaměření na pracoviště zabývající se aplikovaným výzkumem vývoje krajiny a společnosti. Tím umožnil přechod katedry z Pedagogické fakulty nejdříve na Ústav přírodních věd a následně na Přírodovědeckou fakultu.
- Milan Jeřábek (*12. září 1956)
  - Absolvoval Přírodovědeckou fakultu Univerzity Karlovy v Praze. V současné době působí na Geografickém ústavu Přírodovědecké fakulty Masarykovy univerzity v Brně.
- Martin Balej (* 28. dubna 1977)
  - Doktorát vystudoval na Přírodovědecké fakultě Univerzity Karlovy v Praze. Habilitoval se v roce 2012 v oboru geografie. Vedoucím katedry byl v letech 2012–2015. Jeho odbornou specializací je krajinná ekologie, hodnocení vývoje krajiny, krajinné plánování. Byl řešitel řady výzkumných projektů a autorem desítek vědeckých článků evidovaných ve SCOPUS nebo Web of Science databázích.

Z dalších, zde neuvedených pracovníků, kteří velkým dílem přispěli k současné tváři katedry, lze jmenovat prof. Václava Němečka, doc. Bohuslava Štěpána, doc. Jana Charváta, doc. Karla Kunce, aj.

## Věda, výzkum, publikace

Schéma vědeckého zaměření katedry geografie

Výzkum katedry byl z počátku orientován tradičním fyzickogeografickým a sociogeografickým tématům. Později se připojila problematika životního prostředí a jeho změn, popř. environmentální geografický výzkum krajiny. Od 70. let řešili pracovníci katedry rozmanité úkoly zadávané především institucemi státní správy.
Mnohé z odborných prací členů katedry byly publikovány ve významných periodikách, či sbornících. Mezi ně patří například články o geomorfologii Českého středohoří, které vyšly ve sborníku Československé společnosti zeměpisné v 70. letech minulého století, příspěvky k demografické problematice a otázkám hodnocení stavu životního prostředí či monotematické číslo sborníku v roce 2002. Významnou platformou pro publikační činnost katedry byla zeměpisná řada Sborníku Pedagogické fakulty v Ústí nad Labem.

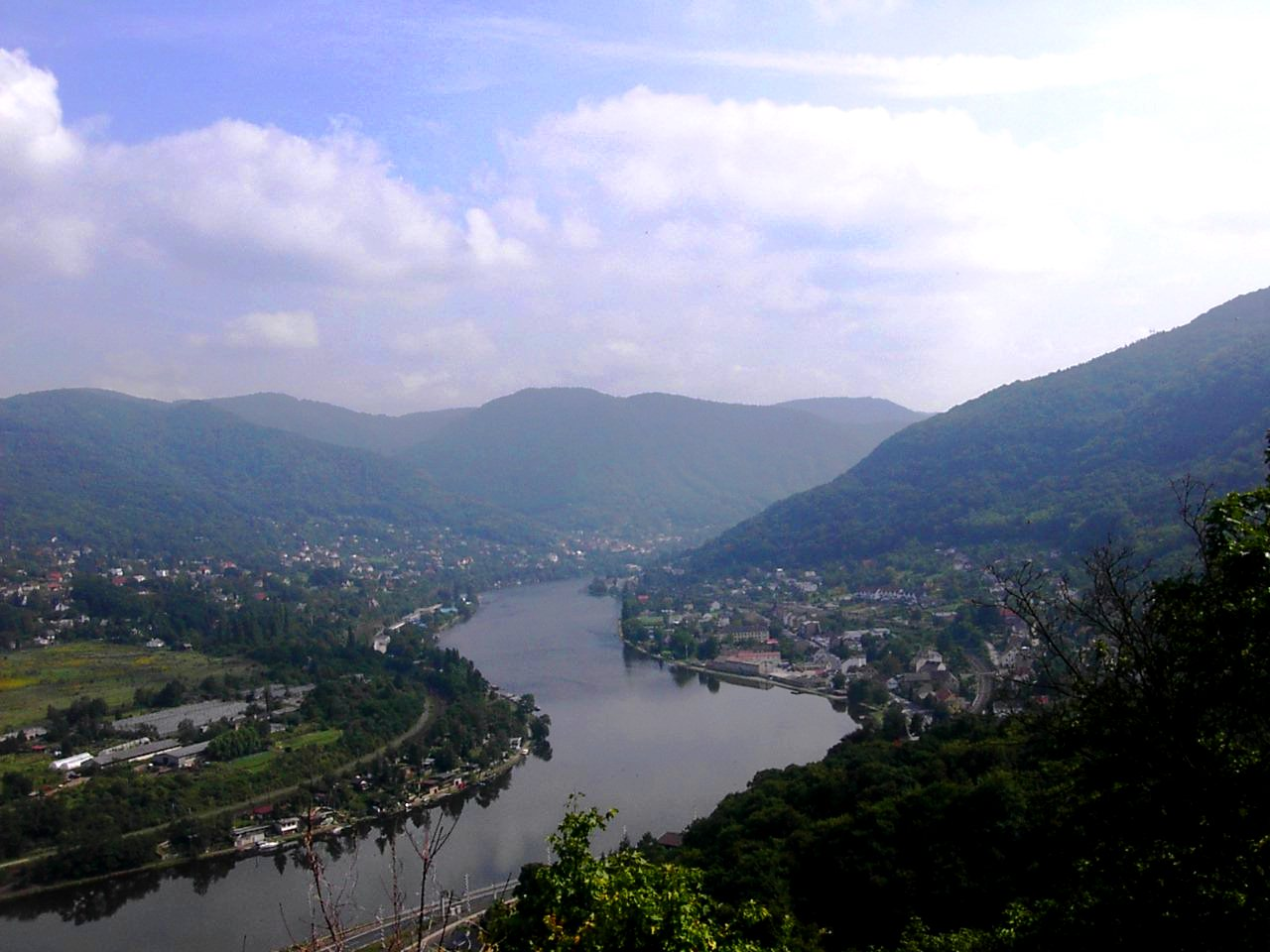
České středohoří je jednou z oblastí výzkumu

Od počátku 90. let minulého století do současnosti se pracovníci katedry podíleli jako řešitelé či spoluřešitelé na mnoha výzkumných projektech Města Ústí nad Labem, Fondu rozvoje vysokých škol, Grantové agentury České republiky, Phare CBC (přeshraniční spolupráce) či resortních grantových projektech. Katedra se také významně podílela na řešení Výzkumného záměru „Severozápadní Čechy na prahu třetího tisíciletí - regionálně orientovaný výzkum na PF UJEP v Ústí nad Labem“, v jehož rámci byl katedrou geografie řešen podzáměr „Geografické zhodnocení regionálního rozvoje severozápadních Čech“.
Grantové projekty humánně geografického a sociologického zaměření byly zaměřeny především na přeshraniční problematiku, euroregiony a perspektivy přeshraniční spolupráce.
V současnosti jsou na katedře řešeny dva významné výzkumné projekty reprezentující současné zaměření pracoviště na environmentální a aplikovanou geografii. Do jisté míry specifickým okruhem činnosti pracovníků katedry je účast na univerzitních či fakultních rozvojových projektech Ministerstva školství, mládeže a tělovýchovy ČR nebo Evropského sociálního fondu (Dílny pro učitele zeměpisu na ZŠ, Zkvalitnění vzdělávání a odborné přípravy studentů přírodovědných oborů na PřF UJEP). Díky těmto projektům bylo v posledních letech možné připravit nové studijní programy vyhovující současným zájmům uchazečů a také rozšířit a zkvalitnit personální i technické zázemí pracoviště.
Současný výzkum na katedře je zaměřen na následující témata:
1. interakce přírodního a sociálního prostředí
2. vývoj a změny krajin, udržitelné využití krajiny
3. krajinný potenciál a rizika
4. regionální a humánně geografický výzkum a studium přeshraniční problematiky v rozšiřující se Evropě
5. 3D geovizualizace a modelování procesů a jevů v krajinné sféře prostřednictvím moderních technologií
6. výzkum procesů v přírodních složkách krajinné sféry orientovaný na paleogeomorfologii a geomorfologii rizikových procesů, biogeomorfologické systémy, hydrometeorologické aplikace, analýzy krajinněekologických procesů v krajině

Celkový přehled publikací je mnohem rozsáhlejší a zahrnuje texty od učebnic pro základní a střední školy až po vědecké monografie představující poslední výsledky výzkumu. Nejčetnější skupinou textů jsou v souladu se vzdělávacím posláním katedry vysokoškolská skripta.
Nejvýznamnější ucelené výsledky výzkumu na katedře pak vychází ve formě klasických publikací či geografické řady série Acta Universitatis Purkynianae. Příkladem je práce z posledních let - „Východní Krušnohoří - Geografické hodnocení periferní oblasti“ (2004), na níž se podíleli téměř všichni členové pracoviště, či „Vývoj sídelní struktury a obyvatelstva pohraničních okresů Ústeckého kraje“ (2004).

## Vybavení

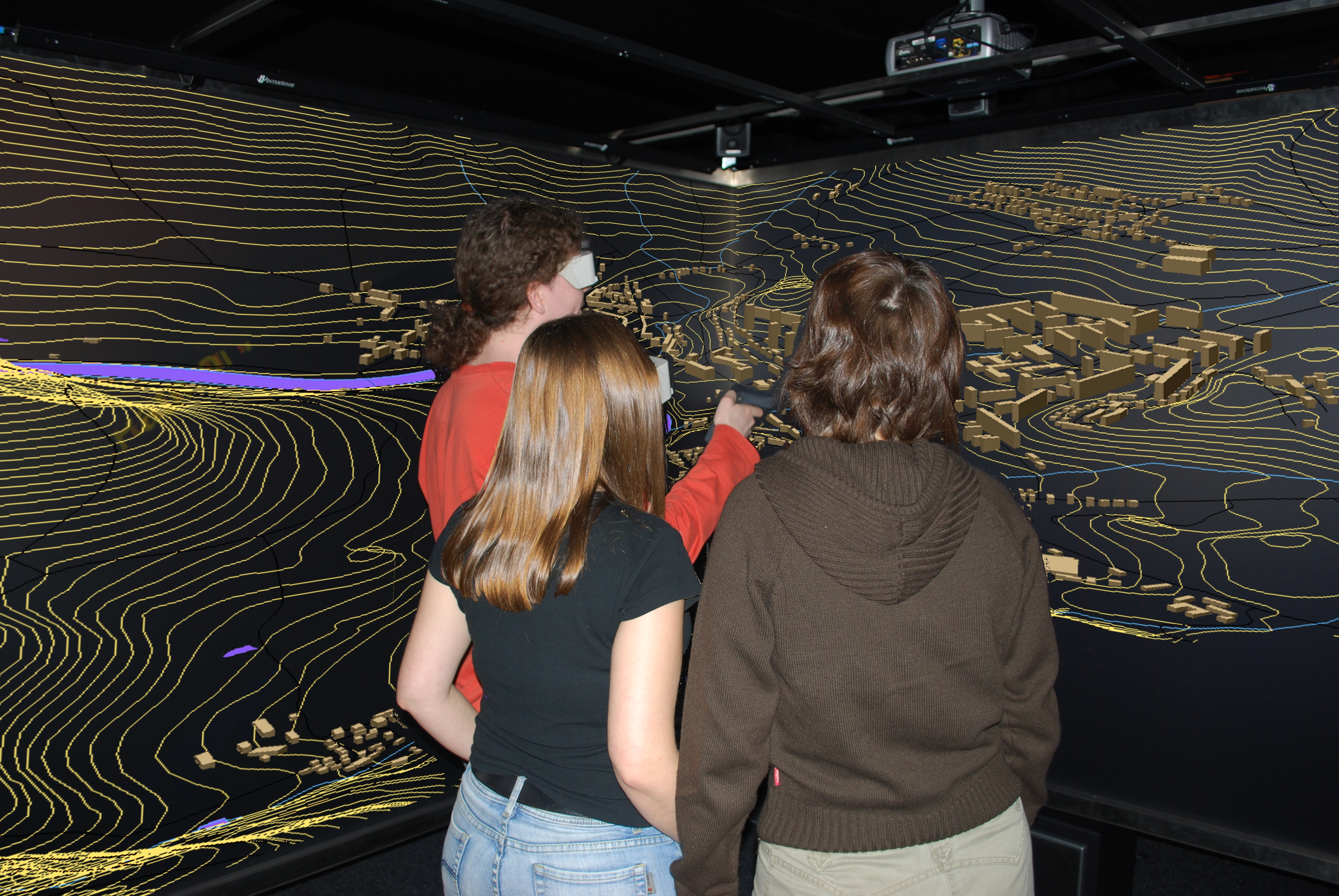
Studenti katedry geografie sledují za pomocí 3D brýlí model města v Centru pro virtuální realitu a modelování krajiny (CEVRAMOK).

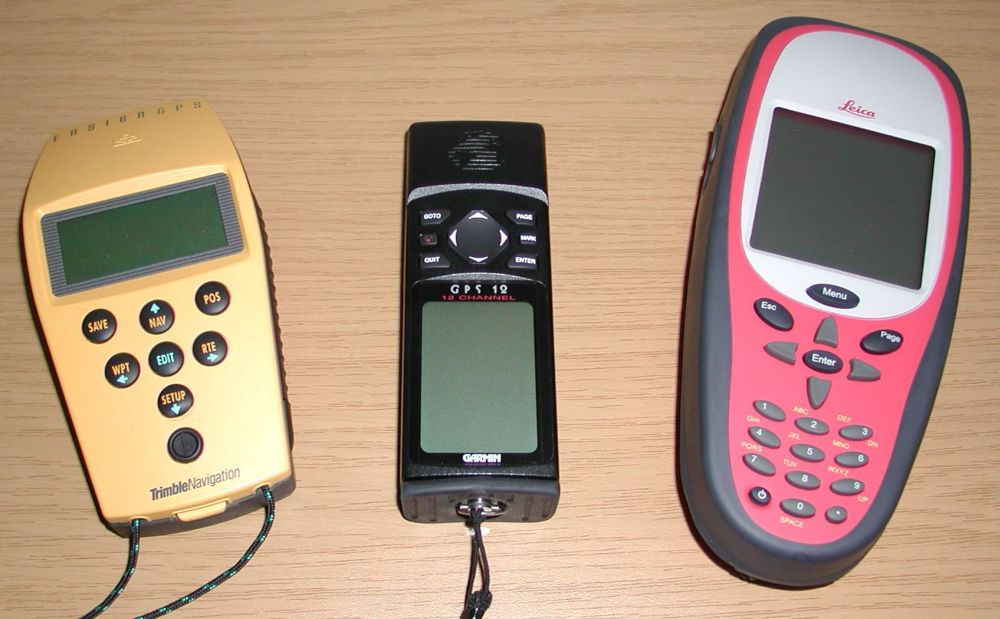
Ukázka různých druhů GPS přístrojů

Katedra geografie se stejně jako další příbuzná oborová pracoviště intenzivně věnuje rozvoji vědeckého poznávání klíčového objektu, kterým je pro geografy krajinná sféra.
Učebny
- Katedra geografie je umístěna v nově zrekonstruované historické budově České mládeže 8 v posledním patře. Kanceláře i část učeben jsou vybaveny klimatizací a jsou bezbariérové. Kanceláře jsou vybaveny počítači a dalším vybavením. Katedra přímo spravuje: přednáškovou učebnu; učebnu geografických informačních systémů; učebnu didaktiky geografie.

CEVRAMOK (Centrum pro virtuální realitu a modelování krajiny)
- Katedra geografie se dlouhodobě věnuje problematice 3D modelování a tvorbě 3rozměrných výstupů, jak v podobě hmotných modelů, tak prostorového vizuálního vjemu. V současnosti se směr výzkumu orientuje na 3D modelování vývoje krajiny a vizualizaci alternativních scénářů krajiny za pomoci virtuální reality. Centrum bylo zřízeno jako samostatné oddělení katedry dne 29. května 2008.[6]

EnviGeo Laboratoř
- Od roku 2007 je na katedře geografie budována laboratoř environmentální geografie. Prvním krokem při budování laboratoře bylo zakoupení přístrojového vybavení pro terénní výzkum. Pořízeny byly profesionální hlukoměry včetně kalibrátoru, ruční laserový dálkoměr pro měření při tvorbě plánků a náčrtů, a konečně tvrdoměrné kladívko pro relativní datování exponovaných povrchů. Laboratoř zároveň disponuje i dalším vybavením z dřívější doby, popř. soukromým vybavením pracovníků. Jedná se především o půdní (ražené) sondy, a stativ k práci na fotodokumentaci či uchycení laserového dálkoměru. V akademickém roce 2007/2008 byl dále zakoupen mikroskop s digitálním fotoaparátem pro analýzu odebraných vzorků z půd, vody, dendrologických vzorků, aj. a dále dvě kompaktní meteostanice MINIKIN typ TH určené pro dlouhodobé distanční monitorování teplot a vlhkosti vzduchu.

NavLab
- První přístroj GPS byl na katedře geografie zakoupený v roce 2002. Rozšíření přístrojů o modernější a přesnější přijímače bylo provedeno v roce 2005. V současnosti je laboratoř GPS navigace vybavena moderními přístroji určených pro použití při: terénním výzkumu, sportovním tréninku, turistice.

Meteo stanice

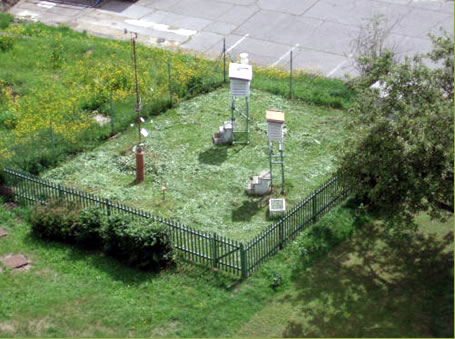
Meteorologická stanice v areálu Přírodovědecké fakulty

- Meteorologická pozorování na někdejším Pedagogickém institutu, pozdější Pedagogické fakultě, byla prováděna již v šedesátých letech minulého století. Měření byla nepravidelná a sloužila k praktické výuce studentů. Stálá meteorologická stanice byla v polovině osmdesátých let na pozemku školy vybudovaná dr. Farským. Byla vybavena klasicky podle předpisu Českého hydrometeorologického ústavu (ČHMU), ve druhé polovině osmdesátých let byla ještě doplněna měřením znečištění ovzduší. Bylo to měření jednak automatické (SO2, NOx) a jednak manuální (prach, fluor, NH3). V roce 2004 přidělil rektorát univerzity spolu s grantem FRVŠ peníze na vybudování nové, automatické stanice pro Ústav přírodních věd, pozdější Přírodovědeckou fakultu (2005). Měření začala v roce 2005 ve zkušebním provozu na střeše nové budovy.

Knihovna
- Od roku 2004 katedra geografie vytváří knižní fond základní geografické literatury, včetně renomovaných mezinárodních časopisů s online přístupem. Knihovna je umístěna v učebně č. 413 a je otevřená v době provozu studovny GIS. Knižní fond knihovny zahrnuje k roku 2009 prozatím zhruba 200 titulů. Fond knihovny obsahuje především odborné novější práce zahraniční provenience, ale taktéž odborné publikace a učební texty české, atlasy, návody pro práci se softwarovým vybavením katedry, statistické ročenky a výroční zprávy, aj. Katedra geografie dále disponuje geologickou sbírkou, DTP vybavením, či základním fondem velkoformátových nástěnných map atp.

## Spolupráce
Katedra geografie na univerzitě z počátku spolupracovala především s regionálními, resp. národními institucemi státní správy, či dalšími geografickými vysokoškolskými pracovišti. Teprve postupně se spolupráce rozšiřovala směrem k oborově jiným a geograficky vzdálenějším pracovištím. V současnosti je pak v rámci institucionální spolupráce UJEP či participace na grantových projektech vytvořena poměrně rozsáhlá síť spolupracovníků či celých spolupracujících institucí. Patří mezi ně například Technická univerzita v Drážďanech, Laboratoř geoinformatiky Fakulty životního prostředí UJEP, Geologický ústav Akademie věd či Přírodovědecká fakulta Univerzity Karlovy.
V posledních letech došlo také k dalšímu rozvoji zahraničních vztahů v rámci výzkumných projektů, v rámci pracovních a studijních výměnných pobytů či v rámci práce redakční rady periodika GeoScape.

## Studium

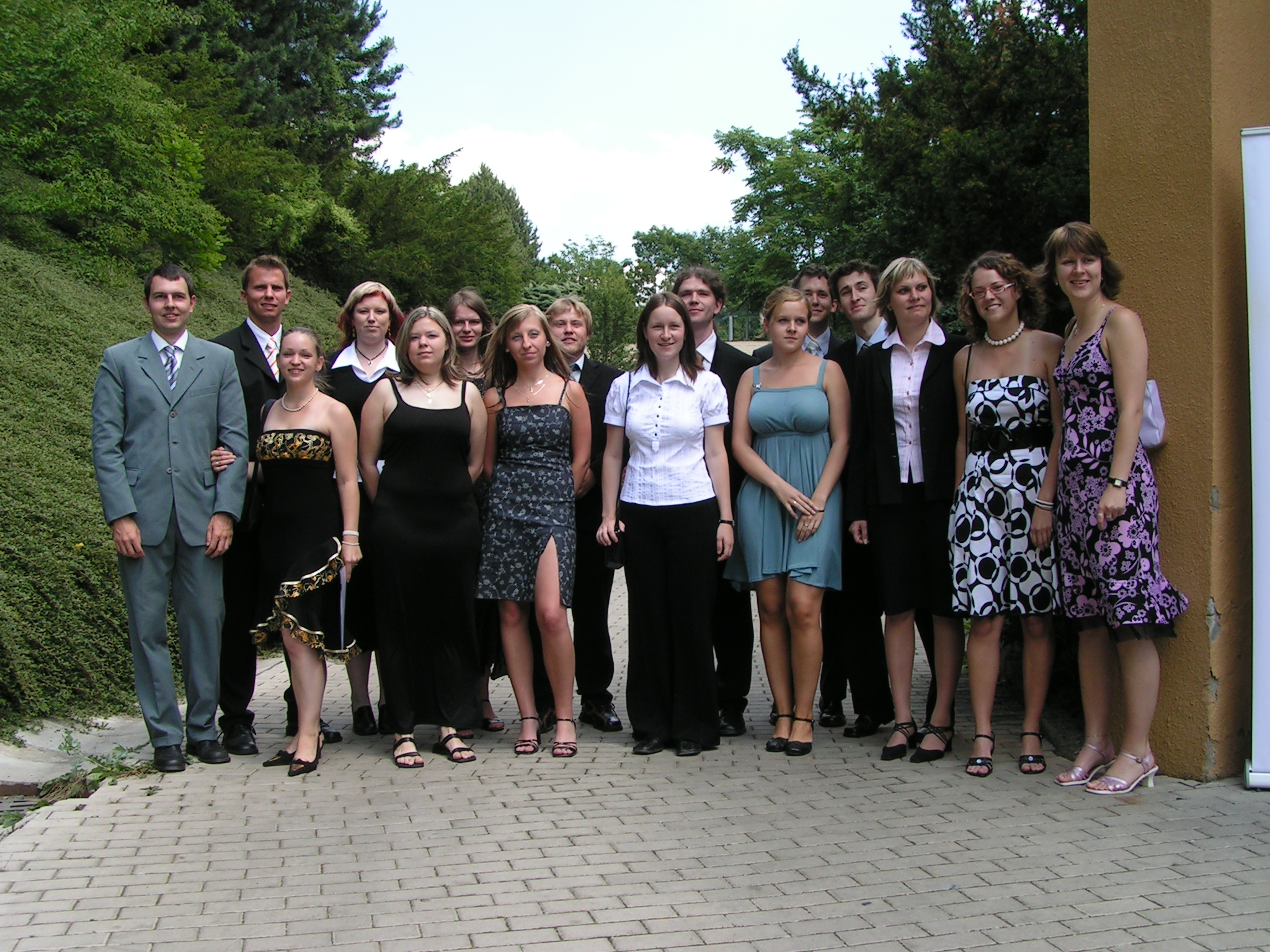
První absolventi oboru Geografie střední Evropy v roce 2008

Katedra geografie v současné době nabízí několik studijních programů. Nejstarším z nich jsou bakalářská učitelská studia s možností dalšího navazujícího magisterského studia. Učitelská studia lze studovat v různých aprobacích pro druhý stupeň základních škol a střední školy.
V posledních letech se katedra zaměřila taktéž na přípravu odborných geografických studijních programů. Výsledkem tohoto úsilí byla úspěšná akreditace bakalářského studijního programu Geografie střední Evropy, jehož první studenti byli přijati pro akademický rok 2005/2006. V rámci tohoto studijního programu jsou studenti připravováni na práci v decizní sféře, soukromých organizacích či evropských institucích a získávají nejen geografické znalosti a dovednosti, ale taktéž přehled o právní, ekonomické aj. problematice, o otázkách udržitelnosti, krajinného plánování, aj. Získávají mimo to i dovednosti práce s moderními geoinformatickými prostředky a jazykové dovednosti v anglickém jazyce a druhém (volitelném) jazyce.
V roce 2006 byl otevřen studijní program dvouoborové Geografie a o rok později i jednooborové Geografie, který je zaměřen na osvojení poznatků z fyzické a humánní geografie, geoinformatiky a dalších souvisejících disciplín.

## Zahraniční pobyty

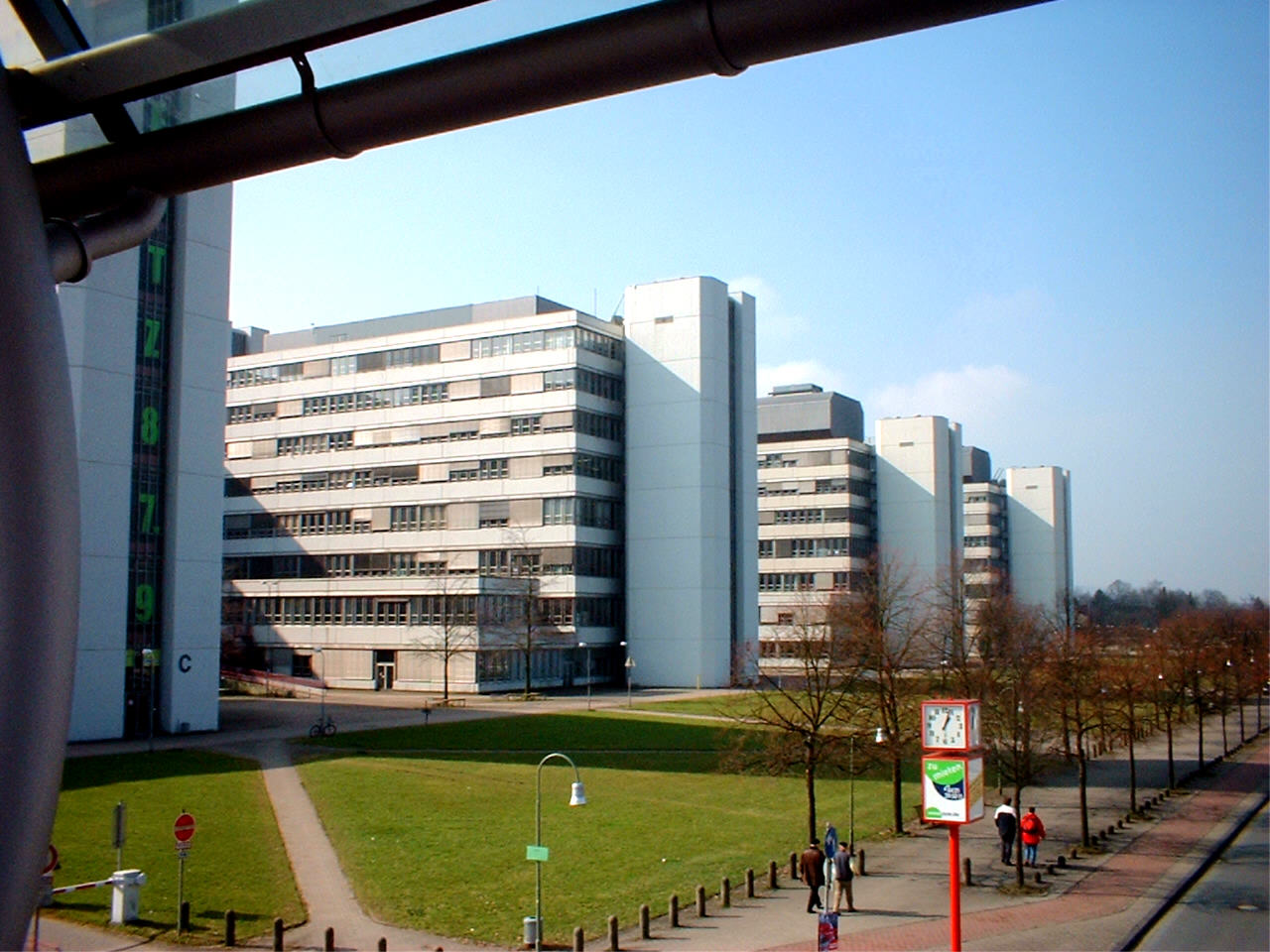
Bielefeldská státní univerzita

Na zahraniční stáže vyjíždějí v rámci dotačních programů jak akademičtí pracovníci, tak studenti. Dlouholetá spolupráce na základě výměny studentů a stáží pracovníků je rozvíjena především s pobaltskými státy. Pro studenty jsou atraktivní i jiné státy např. Finsko, Malta či Řecko.
Zahraniční stáže akademických pracovníků:
- Estonsko (Tallinn) - Tallinnská univerzita (Tallinna Ülikool)
- Litva (Vilnius) - Vilniusská univerzita (Pedagogická fakulta, Přírodovědecká fakulta) (Vilniaus Universitetas)
- Lotyšsko (Riga) - Rižská státní univerzita (Latvijas Universitāte)
- Německo (Bielefeld) - Bielefeldská státní univerzita (Universität Bielefeld)
- Německo (Drážďany) – Leibniz-Institut für ökologische Raumentwicklung, Technische Universität
- Německo (Chemnitz) – Technische Universität
- Německo (Leipzig) – Leibniz-Institut für Länderkunde
- Německo (Rostock) - Universität Rostock
- Rusko (Moskva) - Lomonosova Moskevská státní univerzita (Московский государственный университет имени М. В. Ломоносова)
- Rusko (Petrohrad) - Petrohradská státní univerzita (Санкт-Петербургский государственный университет)
- Řecko (Mytilini) - Egejská univerzita
- Slovensko (Bratislava) – Historický ústav Slovenskej akadémie ved

Zahraniční stáže studentů:
- Estonsko (Tallinn)
- Finsko (Turku) (Turun ammattikorkeakoulu)
- Malta
- Rusko (Moskva)
- Rusko (Bajkal)

## Popularizace

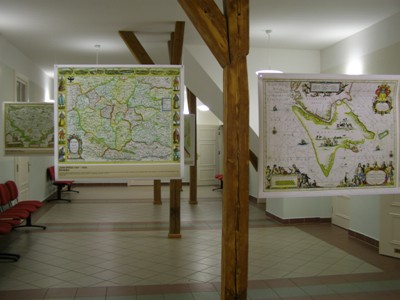
Výstava map proběhlá na Katedře geografie

Významnou částí svých aktivit věnuje katedra geografie popularizaci odborných poznatků o krajinné sféře. Popularizační aktivity jsou cíleny zejména na žáky a studenty základních a středních škol, jejich pedagogy, ale i širší veřejnost. V letech 2003 až 2007 byla katedra hlavním pořadatelem Zeměpisné olympiády, jež je určena žákům a studentům základních a středních škol.
Další popularizačně-vzdělávací akcí, tentokrát cílenou přímo učitelům zeměpisu na základních a středních školách, je již tradičně „Den Geografie“. V jeho průběhu absolvují pedagogové cyklus přednášek, seminářů či workshopů věnujících se aktuálním tématům řešeným v oboru nebo upozorňujících na zajímavou literaturu a další zdroje informací, které lze využít při výuce. V posledních letech pak katedra pravidelně pořádá tzv. „GIS Day“, který byl v roce 2006 poprvé zakomponován v „Týdnu Geografie“ - několikadenním cyklu seminářů, výstav a jiných popularizačních aktivit.
Dalším podstatným prostředkem realizace odborně-popularizačních akcí je Severočeská pobočka České geografické společnosti (založena roku 1961), dlouho vedená dr. Ivanem Farským, v letech 2006–2013 dr. Tomášem Oršulákem a od roku 2014 dr. Janem D. Bláhou. Pobočka byla v minulosti hlavním garantem mnoha odborných i popularizačních vzdělávacích akcí. Pobočka spolupořádá přednášky, výstavy aj. popularizační akce, jakou je například výše zmíněný Týden geografie, který je od roku 2015 součástí celostátní akce Dny geografie.

## Členové katedry vakademickém roce 2022/2023
Počet a oborová rozmanitost pracovníků katedry geografie se neustále mění, najdeme v ní jak absolventy „kamenných“ univerzit, tak absolventy „domácí“ univerzity, kteří se rozhodli po skončení studia zůstat a pokračovat v práci na Alma mater. Můžeme konstatovat, že názorová a vědecká šíře záběru je největším bohatstvím katedry. Počet členů katedry se od začátku století neustále zvyšuje a dochází k nejen přijímaní mladých asistentů či odborných asistentů, na katedře však působili či dodnes působí i pražští geografové jako doc. Bičík, prof. Dostál, dr. Martínek, dr. Fialová či dr. Vágner.
K akademickému roku 2022/2023 na katedře působili následující zaměstnanci:
| Profesoři a docenti: | Odborní asistenti a asistenti: | Výzkumní pracovníci: | Sekretariát katedry: |
| --- | --- | --- | -------------------- |
| - doc. RNDr. Jiří Anděl, CSc. - doc. RNDr. Martin Balej, Ph.D. - doc. RNDr. Ivan Bičík, CSc. - doc. PhDr. RNDr. Jan D. Bláha, Ph.D. - doc. Mgr. Pavel Raška, Ph.D. | - Mgr. Martin Dolejš, Ph.D. - RNDr. Mgr. Ivan Farský, CSc. - Mgr. Vladan Hruška, Ph.D. - RNDr. Alena Chvátalová, Ph.D. - RNDr. Mgr. Kristýna Kolaříková - RNDr. Silvie R. Kučerová, Ph.D - RNDr. Jiří Martínek, Ph.D. - RNDr. Tomáš Matějček, Ph.D. - Mgr. Petr Meyer - Mgr. Jan Píša, Ph.D. - Mgr. Jiří Riezner, Ph.D. - Mgr. Kristýna Rybová, Ph.D. - Mgr. Zdeňka Smutná - Mgr. Petr Trahorsch, Ph.D. | - Mgr. Martin Bartůněk - Ing. Jiří Brychta - Mgr. Radka Dužeková - Mgr. Eva Nedorostová - Mgr. Ondřej Šmíd - Mgr. Bc. Monika Krpešová - Mgr. Pavel Mlýnek - Mgr. Michaela Štěbetáková - Mgr. Kateřina Vyhnánková | - Jana Jandáková     |